# جون دوغلاس (مهندس معماري)
جون دوغلاس (بالإنجليزية: John Douglas)‏ (و. 1830 – 1911 م) هو مهندس معماري من المملكة المتحدة لبريطانيا العظمى وأيرلندا، والمملكة المتحدة، ولد في تشيشير، توفي في تشستر، عن عمر يناهز 81 عاماً.